# Pierrette Brès
Pour les articles homonymes, voir Brès.
Pierrette Brès est une journaliste française née le 12 février 1939 à Cannes, connue pour avoir été chroniqueuse hippique pendant plus de quarante ans.

## Biographie
Pierrette Brès est née d'un père marin puis chef de chantier aux Grands travaux de Marseille, et d'une mère qui a élevé ses quatre enfants. Pendant les bombardements du débarquement en Provence, sa famille se réfugie à Maussane en Camargue où vivent ses grands-parents. Son grand-père, passionné de taureaux, lui fait découvrir les manades à l'origine de la passion de Pierrette pour les chevaux.
Alors qu'elle travaille comme shampouineuse à Paris chez Georges Hardy, salon de coiffure de luxe pour hommes, un de ses clients propriétaire de chevaux, Robert Forget, lui offre des leçons d'équitation. Elle obtient sa licence de cavalière et participe à des courses amateurs femme. C'est lors de l'une de ses courses que le journaliste de Paris Match André Lacaze fait un reportage sur elle et la convainc d'abandonner le métier de shampouineuse pour réaliser des rubriques hippiques pour le journal Week-end qui vient de se monter.
En 1964, Raymond Marcillac l'engage au service des sports de la première chaîne de l'ORTF. Elle devient chroniqueuse hippique pendant plus de quarante ans (en dépit d'une « disparition » de l'antenne à la suite d'une crise personnelle consécutive à trois mariages et trois divorces), présentant finalement le tiercé pendant douze ans sur France 2 jusqu'en 2001, année qui voit la diffusion du tiercé passer de France 2 à Canal+.
Dans les années 2000, elle crée une association humanitaire, « La Licorne », pour venir en aide aux enfants, adolescents et adultes autistes.
Sa fille Isabelle Brès, cavalière et passionnée de chevaux comme sa mère, est présentatrice, journaliste et réalisatrice de télévision.